# یواوبی پلازا
یواوبی پلازا (انگلیسی: UOB Plaza) ساختمان اداری ۶۲ طبقه مستقر در مرکز شهر سنگاپور، سنگاپور است، که در سال ۱۹۹۲ احداث گردید.